# 群青戦記
『群青戦記』（グンジョーセンキ）は、笠原真樹による日本の漫画。『週刊ヤングジャンプ』（集英社）にて2013年39号から2017年29号まで第一部が連載された。その後、作画にアジチカを迎えた第二部『真・群青戦記』（シン・グンジョーセンキ）が同誌にて2021年6・7合併号から2022年16号まで連載された。
現代人が在学中の高校の校舎もろとも戦国時代にタイムスリップし、戦に巻き込まれていく物語であり、第1部は『戦国武将 VS 高校生アスリート』をテーマに高校生が、第2部は『現代の凶悪犯 VS 戦国武将』をテーマに拘置所の犯罪者がそれぞれメインキャラクターとして登場する。2022年4月時点でシリーズ累計発行部数は180万部を突破している。

## あらすじ
滋賀県にある私立星徳（せいとく）高校は、全国屈指のスポーツ強豪校で有名だが、その裏ではスクールカースト制度による差別やいじめ、生徒の自殺などといった闇も抱えている。そこに通う歴史マニアの西野蒼は、弓道部の3軍として差別されながら学園生活を送る中、「自分が戦国の世にいたら武勲を立てて活躍できたのに」などと日々思いながら生きていた。
ある放課後。突如として怪現象に見舞われ、気が付くと学校の周りの景色は戦国時代に一変していた。部活動で残っていた大勢の生徒や教師たちが混乱する中、彼らは武器を持った足軽や農民に襲撃される。それによって死者が増えていく中、戦国の世に順応し始めたアスリートたちは、それぞれの部活で鍛えた武器を手に戦い始める。

## 登場人物

### 星徳高校

#### 主要人物
西野蒼（にしの あおい）
身長：167cm / 体重：56kg / 血液型：A型 / 誕生日：12月11日 / 星座：射手座
本作品の主人公。弓道部2年。近畿高等学校弓道競技大会 第4位。
好物：牛丼・桜もち。嫌いな物：カラオケ。
握力：右手・42kg/左手・38kg。持久走（1500m）：6分13秒。50m走：7.7秒。反復横とび：50回。ハンドボール投げ：25m
いじめられてうだつのあがらない高校生の弓道部員であったが、ある日突然戦国時代にタイムスリップする。
弓道の腕は決して低くはないのだが、いざという時の本番に弱く、全国大会でも補欠であり、校内では3軍として下に見られていた。また、城の造りから合戦のことまで幅広い歴史の知識を有する歴史マニアでもあり、高校生活ではそのマニアぶりを馬鹿にされてもいた。
「戦国時代なら自分は活躍できたのに」などと考えていたが、タイムスリップ直後は本物の人間を弓で撃つことへの抵抗感から、殺し合いにおいては戦力になれなかったものの次第にその豊富な歴史の知識を活かして仲間の道標となっていく。学校に攻め入って来た秀吉と出会ったことで、その豊富な知識のために未来を知る者として目を付けられ狙われることとなるが、その未来の知識と弓の腕を買われ秀吉の下で星徳隊として働くこととなる。現代人側の大将として巧みな采配をする。
天下泰平を願う徳川家康に同志と言われ認められるが、不破の画策した史実には無い上杉謙信との戦にて徳川家康が没した際にその志を継ぐように言い遺される。その意志を受け継ぎ、家康の代わりに天下泰平の世を作るべく奔走する。
松本考太（まつもと こうた）
身長：181cm / 体重：71kg / 血液型：B型 / 誕生日：7月20日 / 星座：蟹座
剣道部主将、兼生徒会長。全国高等学校剣道大会 準優勝。
好物：納豆・釣り。嫌いな物：コンビニ弁当。
握力：右手・56kg/左手・54kg。持久走（1500m）：5分04秒。50m走：6.9秒。反復横とび：61回。ハンドボール投げ：32m
蒼の幼なじみ。優等生であり生徒会長も務め、生徒たちからも頼られるリーダー的存在であった。父親が刑事であるため正義感が強い。
蒼や遥、その他大勢の生徒たちとともに戦国時代にタイムスリップする。急激な環境の変化や殺し合いを目の当たりにしても、鍛え上げた剣道の腕と精神力で怯むこと無く立ち向かっていく。一番初めに周囲への偵察と前向きに生き残ることへの提言をした。唯一戦国時代への知識が非常に深いが傍観者であることに落ち込んでいる蒼に対し、「お前の得意分野だろ」と言って自信を持たせ、策士としても頼りにする。
今浜城で瀬野遥奪還作戦の時、秀吉との死闘の最中に中条家忠に物陰から発砲され心臓を打ち抜かれて死亡。
瀬野遥（せの はるか）
身長：160.2cm / 体重：46kg / 血液型：O型 / 誕生日：2月14日 / 星座：水瓶座
弓道部2年。近畿高等学校弓道競技大会 準優勝。
好物：コーンポタージュ・柴犬。嫌いな物：パクチー。
握力：右手・22kg/左手・21kg。持久走（1500m）：5分45秒。50m走：9.0秒。反復横とび：39回。ハンドボール投げ：12m
考太の彼女。明るく人当たりの良い性格であり、弓道の腕もなかなかのもの。蒼も密かに彼女に憧れている。
死と隣り合わせの状況に怯えることも多いが、いざという時には芯の強さを見せることも。
学校に攻め入って来た秀吉たちに連れ去られ、蒼たちとの交渉の材料として人質にされた。その際に秀吉の正室ねねと話す機会があり、戦国時代に生きる女性の気持ちに接することとなる。

#### 運動系
植田宗助（うえだ そうすけ）
剣道部2年。近畿高等学校剣道大会 第3位。
好物：祭り・バイク。嫌いな物：生クリーム。
握力：右手・45kg/左手・48kg。持久走（1500m）：5分39秒。50m走：7.2秒。反復横とび：61回。ハンドボール投げ：27m。
最初の学校周辺偵察で西野や高橋たちと外に出る。秀吉に学校を襲撃された際、教室で出くわした秀吉を倒そうとしたが逆に斬られて亡くなった。
高橋鉄男（たかはし てつお）
アメリカンフットボール部2年。滋賀県高等学校アメリカンフットボール秋期大会 優勝。
好物：からあげ・プロレス。嫌いな物：○○系男子という分類分け。
握力：右手・78kg/左手・74kg。持久走（1500m）：6分20秒。50m走：6.5秒。反復横とび：65回。ハンドボール投げ：42m。
作中で最初に「順応」した生徒。体格の良さで高校ではアメフト部にスカウトされる。その後2年間部活の練習に明け暮れ、大学推薦を狙っていた。秀吉に学校を襲撃された際、屋上の異変に気付き、倒れていた岸谷から死んだはずの木本が生きていることを聞かされた。毎日自分のために弁当を3つも作ってくれた母親を慕っている。自称マザコン。
宮西拓（みやにし たく）
アメリカンフットボール部2年。ランニングバック。滋賀県高等学校アメリカンフットボール秋期大会 優勝。
鹿村太一（しかむら たいち）
アメリカンフットボール部2年。オフェンシブライン。滋賀県高等学校アメリカンフットボール秋期大会 優勝。
信貴山城の戦いにて飯田源基次に動脈を食い千切られ死亡。
藤岡由紀夫（ふじおか ゆきお）
野球部3年。投手。夏の甲子園大会 3回戦出場。
好物：野球道具のメンテナンス。嫌いな物：グミ。
握力：右手・58kg/左手・58kg。持久走（1500m）：4分52秒。50m走：6.2秒。反復横とび：63回。ハンドボール投げ：52m
現代では卒業後にドラフト指名が決まっていた。最初は参戦しているが、緒方に「戻ったときのために肩を大事にしてほしい」と言われ、それからは学校での守りを中心にしていた。緒方が亡くなってからは、彼のことを思い再び参戦するようになる。学校を守ってくれていた雑兵の石田三成と仲が良く野球を教える。
緒方努（おがた つとむ）
野球部2年。捕手。夏の甲子園大会 3回戦出場。
好物：藤岡のストレート・野球漫画。嫌いな物：幽霊。
握力：右手・68kg/左手・65kg。持久走（1500m）：5分38秒。50m走：6.7秒。反復横とび：57回。ハンドボール投げ：49m
野球部では使えない奴と思われていたところ、藤岡に目をかけられて捕手として活躍するが、前期の甲子園で自分のミスによって敗退してしまったことを深く悔やんでいる。序盤で怪我を追った戸田を背負って運ぶことが多くなってから妙に懐かれる。中国攻めの最中、森に伏していた上杉謙信からの奇襲で命を落とす。
戸田義章（とだ よしあき）
卓球部2年。前陣速攻型。全国高校総体 シングルス第一位。
好物：ゲーム・毛布。嫌いな物：煮物。
握力：右手・33kg/左手・33kg。持久走（1500m）：4分38秒。50m走：5.8秒。反復横とび：72回。ハンドボール投げ：21m
戦国時代に巻き込まれたが、卓球で鍛えたハンドスピードを応用した短刀の二刀流スタイルを用いてゲーム感覚で敵陣や猛者に突っ込むことを好んで戦う。家庭において母親からのプレッシャーや暴力がトラウマとなっており、危機に直面した際にはアスリートがたどり着くことのできるというZONEという無我の境地に入る場面がしばしば見られる。現代にいたころは独りでいることを好んでいたが、戦国に来てからは特に緒方と接することが多くなり、周囲の人間や友人というものを意識するようになる。緒方好き
母親からのトラウマやゲームを好むその影響からか、全登場人物の中でも、他人を殺害するということをまったく躊躇うこと無く積極的に行動する狂気的とも言える性格である。その異常性は、西野の結婚式に織田信長が乱入した際に「戸田でさえ…震えているのか…」と生徒の中でも極めて高く評価されている。
今井慶子（いまい けいこ）
薙刀部2年。西日本なぎなた選手権大会 第3位。
好物：本・八つ橋。嫌いな物：女友達との買い物。
握力：右手・39kg/左手・38kg。持久走（1500m）：4分20秒。50m走：7.8秒。反復横とび：52回。ハンドボール投げ：22m
修羅場にも勇敢であり、生き残るために敵兵を殺すことを最初に決めた女子。今井夏也の妹。
黒川敏晃（くろかわ としあき）
ボクシング部3年。バンタム級。ピーカブースタイル。全国高校ボクシング大会 近畿ブロック代表。
好物：水。嫌いな物：アメ。
握力：右手・47kg/左手・43kg。持久走（1500m）：4分35秒。50m走：6.9秒。反復横とび：68回。ハンドボール投げ：27m
現代にいたころは他人にも何事にも無関心で無頓着であったが、戦国時代で他の生徒と戦っているうちに周囲を意識するようになる。ボクシングを始めてから痛みや苦痛が生への実感を伴っていることを感じ始めた。痛みを求めてわざと敵兵に殴られたこともあるドMボクサー。
木本徹（きもと とおる）
体操部2年。全国高等学校体操競技選手権大会26位。
好物：???。嫌いな物：???。
握力：右手・41kg/左手・40kg。持久走（1500m）：5分28秒。50m走：7.3秒。反復横とび：60回。ハンドボール投げ：21m。
不破と共に、現代ではいじめを苦に飛び降り自殺で死んだと思われていた。不破と組んで織田信長を殺そうとしていたが、策により逃亡させた信長を探す名目で攻め込んだ星徳校舎で不破に突如刺される。実家は比叡山天台宗に属する由緒ある寺。
今井夏也（いまい なつや）
クライミング部3年。全国高等学校選抜クライミング選手権大会3位。
好物：妹の写真を集めたアルバム・コーヒー。嫌いな物：傘。
握力：右手・86kg/左手・84kg。持久走（1500m）：6分04秒。50m走：7.4秒。反復横とび：50回。ハンドボール投げ：35m。
今井慶子の兄。城の石垣なども命綱無しで（時に人も背負ったまま）登ることが出来る。
成瀬勇太（なるせ ゆうた）
フェンシング部3年。エペ。全国高等学校総合体育大会フェンシング競技 男子個人対抗エペ5位。
好物：スポーツ観戦。嫌いな物：言葉使いの汚い女子。
握力：右手・48kg/左手・47kg。持久走（1500m）：5分18秒。50m走：7.1秒。反復横とび：63回。ハンドボール投げ：31m。
「人を剣で刺す野蛮な競技」と思っていたフェンシングだが、佐伯と仲良くなるうちにフェンシングが好きになる。唯一の友人で尊敬していた佐伯が加藤清正に殺されてしまい、その復讐を計るが後一歩のところで清正に殴られて気絶。フェンシングをやっていたことや、自身のプレースタイルが全て戦国時代へ来ることへの必然だったと感じていた。
一人称は「私」であり、丁寧語で話す。戸田と並び戦闘力は高く前線にて戦うことも多かった。
伊賀の里での戦いで柴田勝家に殺された。
佐伯俊（さえき しゅん）
フェンシング部3年。フルーレ。全国高等学校総合体育大会フェンシング競技 男子個人対抗フルーレ2位。
好物：水族館。嫌いな物：シルエットが太く見える洋服。
握力：右手・39kg/左手・42kg。持久走（1500m）：5分02秒。50m走：7.0秒。反復横とび：61回。ハンドボール投げ：22m。
成瀬がフェンシングをやるきっかけとなった友人。秀吉が学校を襲撃した際、加藤清正に殺された。
石野敏郎（いしの としろう）
レスリング部2年。グレコローマンスタイル。
相良煉（さがら れん）
空手部2年。全国高等学校空手道選手権大会 第3位。
好物：ベストキッド・骨付き肉。嫌いな物：特になし。
握力：右手・82kg/左手・78kg。持久走（1500m）：5分03秒。50m走：7.2秒。反復横とび：57回。ハンドボール投げ：38m。
全身凶器を自負する空手バカ。よくしゃべるドレッド。
引野亮（ひきの りょう）
サッカー部2年。滋賀県地区選抜。
好物：ダブルチーズバーガー・シルバーアクセサリー。嫌いな物：焼き魚。
握力：右手・42kg/左手・38kg。持久走（1500m）：5分03秒。50m走：6.7秒。反復横とび：59回。ハンドボール投げ：25m。
白附絲唯（しらつき いとい）
テニス部1年。全国選抜高校テニス大会準優勝。
好物：マフラー・はんぺん。嫌いな物：桜。
握力：右手・68kg/左手・45kg。持久走（1500m）：4分42秒。50m走：6.7秒。反復横とび：76回。ハンドボール投げ：23m。
もとよりかなりのビビリで戦にも全く参加しなかったが、不破勢に学校が襲われた際、中国攻めから帰って来た西野たちの戦い振りを見て自身も一緒に戦うことを決める。古武道の抜刀術を教えている父親に幼少より仕込まれていたため、居合いとテニスのハイブリッドのような刀捌きをする。

#### 文化系
吉元萬次郎（よしもと まんじろう）
科学部2年。大会不参加。
モデルはサイエンスプロデューサーとして活動している米村でんじろうである。
好物：ネイチャー誌。嫌いな物：根性論。
握力：右手・27kg/左手・26kg。持久走（1500m）：記録なし。50m走：8.8秒。反復横とび：26回。ハンドボール投げ：18m。
小さいころに仲が良かった女子が治療薬の無い病気で亡くなってしまったことをきっかけに、そうした病への新薬開発を志す。プライドが非常に高く、科学や文化の発達していない戦国時代では自分は王様であると豪語する。フィジカルな戦闘能力は無いが、失明に至るほどのレーザーポインターや様々な化学薬品を武器として戦闘に貢献する。自身の得意科目であった化学で卓球部の戸田にテストの点を越されてから、戸田のことをずっと意識していた。もとより身体は強い方ではなく、今井（兄）によく背負われている。伊賀の里で信長が心筋梗塞を起こして倒れた際、持っていたAEDを使って蘇生させる。
菱沼銘（ひしぬま めい）
漫画研究部2年。新人漫画賞 最終候補まであと一歩。
好物：丸ペン・牛乳。嫌いな物：音楽・ミュージシャン。
握力：右手・30kg/左手・28kg。持久走（1500m）：7分59秒。50m走：8.6秒。反復横とび：29回。ハンドボール投げ：17m。
この戦国時代へのシナリオは木本が生前、現代で予言していたものだと主張する。最終話では現代に帰ることは叶わず西野と共に戦国の世に残ることになった。

#### その他の生徒
不破瑠衣（ふわ るい）
星徳高校2年。無所属。
好物：??? 嫌いな物：???
現代では最初に飛び降り自殺で死んだと思われていた。戦国で史実を思いのままにねじ曲げ、天下泰平の世など来ず、戦乱がずっと続くことを望んでいる。明智光秀を味方につけ織田信長に阿片を盛っていた。IQ161以上で全国トップの秀才であるが人前ではほとんど喋らず変人の類であった。自身曰く、感情が麻痺している。安土城奪還の際に、西野に現代に帰る方法を伝えてから堀に飛び込み行方をくらました。
岸谷辰也（きしたに たつや）
星徳高校2年。無所属。
好物：ガソリンの臭い。嫌いな物：バイト先に来る酔っ払い客。
握力：右手・41kg/左手・43kg。持久走（1500m）：6分42秒。50m走：7.9秒。反復横とび：45回。ハンドボール投げ：24m。
自身が1軍であることをいいことに、生前の木本をいじめていた。戦国時代に来てから生きていた木本に復讐され、屋上で殺される。

#### 教師・刑事
稲田
星徳高校教師。戦国時代に移ってからの最初の被害者。西野、瀬野、松本の目の前で足軽に殺される。
山口
星徳高校教師。秀吉に学校を最初に襲撃された際、図書室に隠れていた瀬野たちを助けようとするが殺される。
刑事
滋賀県警刑事。自殺した木本の事件の調査で丁度学校に来ていたため戦国時代に一緒にタイムスリップする。秀吉襲撃の際、戦わずに掃除用具ロッカーに隠れていたため生き延びた。唯一拳銃を持って来ている。今井（妹）曰く、へたれ刑事。

### 織田軍
- 織田信長（おだ のぶなが）
- 織田信忠（おだ のぶただ）
- 豊臣秀吉（とよとみ ひでよし）
- 大谷吉継（おおたに よしつぐ）
- 福島正則（ふくしま まさのり） - 西野たちと出会ったときはまだ雑兵。
- 蜂須賀小六（はちすか ころく）
- 明智光秀（あけち みつひで）
- 竹中半兵衛重治（たけなか はんべえ しげはる）
- 藤林長門守（ふじばやし ながとのかみ）
- 加藤虎之助清正（かとう とらのすけ きよまさ）
- 加藤嘉明（かとう よしあき）
- 中条家忠（ちゅうじょう いえただ）
- 筒井順慶（つつい じゅんけい）
- 石田三成（いしだ みつなり） - 西野たちと出会ったときはまだ雑兵。
- 前田利家（まえだ としいえ）

### 松永軍
- 松永久秀（まつなが ひさひで）
- 柳生石舟斎（やぎゅう せきしゅうさい）
- 飯田源基次（いいだ げんきじ）
- 村田左馬之介（むらた さまのすけ）

### 徳川軍
- 徳川家康（とくがわ いえやす）
- 本多忠勝（ほんだ ただかつ）
- 榊原康政（さかきばら やすまさ）

### 明智軍
- 明智光秀（あけち みつひで）
- 柴田勝家（しばた かついえ）
- 丹羽長秀（にわ ながひで）
- 前田慶次（まえだ けいじ）
- 抛筌斎（ほうせんさい）

## 用語解説
私立星徳高等学校（しりつせいとくこうとうがっこう）
滋賀県にある有名なスポーツ強豪校。多数の部活が全国大会に出場している。
元は霊山を切り崩して建てた学校らしく、敷地内には巨大な霊岩（軽く数メートルを越え、2階の高さまで届くほど）が残っている。
スクールカースト制度
星徳高校内における階級制度。蒼曰く、「一番イケてる」グループが1軍、「割とイケてる」グループが2軍、「平均あるいは平均以下」が3軍、「ダサいヤツやオタクなど」が4軍あるいはランク外。
ランクが上の生徒は下の生徒を見下す傾向にあると同時に、下のランクの生徒は上のランクの生徒に逆らえないことから、差別やいじめの原因にもなっている。

## 書誌情報
- 笠原真樹 『群青戦記 グンジョーセンキ』 集英社〈ヤングジャンプ・コミックス〉、全17巻
  1. 2014年1月22日発行（1月17日発売[集 2]）、ISBN 978-4-08-879739-7
  2. 2014年2月24日発行（2月19日発売[集 3]）、ISBN 978-4-08-879824-0
  3. 2014年5月24日発行（5月19日発売[集 4]）、ISBN 978-4-08-879844-8
  4. 2014年8月25日発行（8月20日発売[集 5]）、ISBN 978-4-08-879885-1
  5. 2014年11月24日発行（11月19日発売[集 6]）、ISBN 978-4-08-890039-1
  6. 2015年2月24日発行（2月19日発売[集 7]）、ISBN 978-4-08-890120-6
  7. 2015年5月24日発行（5月19日発売[集 8]）、ISBN 978-4-08-890155-8
  8. 2015年8月24日発行（8月19日発売[集 9]）、ISBN 978-4-08-890241-8
  9. 2015年11月24日発行（11月19日発売[集 10]）、ISBN 978-4-08-890284-5
  10. 2016年2月24日発行（2月19日発売[集 11]）、ISBN 978-4-08-890358-3
  11. 2016年5月24日発行（5月19日発売[集 12]）、ISBN 978-4-08-890410-8
  12. 2016年8月24日発行（8月19日発売[集 13]）、ISBN 978-4-08-890480-1
  13. 2016年11月23日発行（11月18日発売[集 14]）、ISBN 978-4-08-890517-4
  14. 2017年2月22日発行（2月17日発売[集 15]）、ISBN 978-4-08-890590-7
  15. 2017年5月24日発行（5月19日発売[集 16]）、ISBN 978-4-08-890641-6
  16. 2017年8月23日発行（8月18日発売[集 17]）、ISBN 978-4-08-890724-6
  17. 2017年8月23日発行（8月18日発売[集 18]）、ISBN 978-4-08-890725-3
- 笠原真樹（原作）、アジチカ（漫画） 『真・群青戦記』 集英社〈ヤングジャンプ・コミックス〉、全5巻
  1. 2021年3月9日発行（3月4日発売[集 19]）、ISBN 978-4-08-891859-4
  2. 2021年6月23日発行（6月18日発売[集 20]）、ISBN 978-4-08-892005-4
  3. 2021年9月22日発行（9月17日発売[集 21]）、ISBN 978-4-08-892076-4
  4. 2021年12月22日発行（12月17日発売[集 22]）、ISBN 978-4-08-892169-3
  5. 2022年4月24日発行（4月19日発売[集 1]）、ISBN 978-4-08-892249-2

## 実写映画
『ブレイブ -群青戦記- 』（ブレイブ ぐんじょうせんき）のタイトルで、2021年3月12日に公開された。監督は本広克行、主演は本作品が映画単独初主演となる新田真剣佑。PG12指定。

### キャスト

#### 星徳高校（実写映画）
西野蒼
演 - 新田真剣佑
弓道部。
瀬野遥
演 - 山崎紘菜
弓道部。全国弓道選抜大会4位。
松本考太
演 - 鈴木伸之
剣道部主将。全国剣道選抜大会個人優勝。
吉元萬次郎
演 - 濱田龍臣
科学部。国際科学オリンピック金メダル。
黒川敏晃
演 - 鈴木仁
ボクシング部主将。ライト級インターハイ優勝。
相良煉
演 - 福山翔大
空手部。全国空手道選抜大会個人組手優勝。
成瀬勇太
演 - 飯島寛騎
フェンシング部。インターハイ・サーブル準優勝。
高橋鉄男
演 - 長田拓郎
アメリカンフットボール部主将。選手権大会優勝。
藤岡由紀夫
演 - 足立英
野球部主将。ピッチャー。甲子園ベスト4。
不破瑠衣（簗田政綱）
演 - 渡邊圭祐
1年前に戦国時代にタイムスリップし、織田信長の家臣 簗田政綱となっている。
鈴木あさみ
演 - 水谷果穂
部活無所属。スポーツ科学研究クラス。敏晃の彼女。
今井慶子
演 - 宮下かな子
薙刀部部長。
佐野亮
演 - 市川知宏
アメリカンフットボール部副主将。
小暮サトシ
演 - 草野大成
特進クラス。
久坂直哉
演 - 田川隼嗣
特進クラス。
柏田純平
演 - 大地伸永
陸上部。
緒方努
演 - 松谷優輝
野球部。
小池翔子
演 - 木下彩音
テニス部。

#### 戦国武将
松平元康
演 - 三浦春馬
織田信長
演 - 松山ケンイチ
木下藤吉郎
演 - 池田純矢
本多正信
演 - 高橋光臣

#### 配役について
特撮経験者の多さがメディアで報じられており、吉元萬次郎役の濱田龍臣もインタビューでその旨を答えている。

### スタッフ
- 原作：笠原真樹『群青戦記 グンジョーセンキ』（集英社 ヤングジャンプ コミックス刊）
- 監督：本広克行
- 脚本：山浦雅大、山本透
- 音楽：菅野祐悟
- 主題歌：UVERworld「HOURGLASS」（ソニー・ミュージックレーベルズ）[9]
- 製作：市川南
- エグゼクティブ・プロデューサー：山内章弘
- プロデューサー：佐藤善宏、川田尚広、西野智也
- ラインプロデューサー：坂本忠久、森太郎
- 監督補：山本透
- アクション監督：奥住英明
- 撮影：佐光朗（J.S.C.）、的場光生
- 美術：禪洲幸久
- 録音：倉貫雅矢
- 照明：加瀬弘行
- 編集：岸野由佳子
- 助監督：佐野友秀
- 製作担当：本田幸宏
- 装飾：鈴木仁
- 衣装デザイン：牧亜矢美
- ヘアメイク：井手奈津子、細倉明日歌
- 床山：芝山洋平、山川博子
- 操演：宇田川幸夫
- VFXスーパーバイザー：廣田隼也
- サウンドデザイン：大河原将
- 選曲：藤村義孝
- 音楽プロデューサー：小林健樹、有馬由衣
- 宣伝プロデューサー：森田道広、大竹隆道
- メディアプロモーション：帯田義伸、天野友貴
- プロダクション統括：佐藤毅
- 製作プロダクション：東宝映画
- 製作幹事・配給：東宝
- 製作：「ブレイブ -群青戦記-」製作委員会（東宝、集英社、BS朝日、ローソンエンタテインメント、日本出版販売、電通名鉄コミュニケーションズ）

### 公開前イベント
2021年2月11日に松平元康が祭られる上野東照宮で催された大ヒット祈願イベントに新田真剣佑、山崎紘菜、鈴木伸之、渡邊圭祐、本広克行が登壇した。真剣佑は最後の挨拶で「『戦国自衛隊』という似ている映画がありますが、僕の世代は見たことがないような作品だと思います」と父・千葉真一が主演・アクション監督をした作品をオマージュ。タイムトラベルをモチーフとする両作を比較しながら「ユニークなアクションや、人と人とのつながり、絆が描かれている映画です。みんなの成長を見てください」と本作を宣伝した。

### 関連商品
ノベライズ
- 映画ノベライズ ブレイブ -群青戦記-（著：せひらあやみ、原作：笠原真樹、集英社オレンジ文庫）2021年2月19日発売[11]、ISBN 978-4-08-680368-7

サウンドトラックCD
- ブレイブ-群青戦記- オリジナル・サウンドトラック（音楽：菅野祐悟、ワンミュージックレコード）2021年3月12日発売、OMR-0028

映像ソフト
- ブレイブ -群青戦記- Blu-ray（東宝）2021年7月21日、TBR-31223D[12] / （レンタル版）同日、TBR-31221R[13]
- ブレイブ -群青戦記- DVD（東宝）2021年7月21日、TDV-31224D[14] / （レンタル版）同日、TDV-31222R[15]

### 集英社
以下の出典は集英社の本（集英社）内のページ。書誌情報の発売日の出典としている。
1. 1 2  “真・群青戦記/5｜アジチカ｜笠原 真樹｜ヤングジャンプコミックス｜”. 2022年4月19日閲覧。
2. ↑  “群青戦記 グンジョーセンキ/1｜笠原 真樹｜ヤングジャンプコミックス｜”. 2014年1月17日閲覧。
3. ↑  “群青戦記 グンジョーセンキ/2｜笠原 真樹｜ヤングジャンプコミックス｜”. 2014年2月19日閲覧。
4. ↑  “群青戦記 グンジョーセンキ/3｜笠原 真樹｜ヤングジャンプコミックス｜”. 2014年5月19日閲覧。
5. ↑  “群青戦記 グンジョーセンキ/4｜笠原 真樹｜ヤングジャンプコミックス｜”. 2014年8月20日閲覧。
6. ↑  “群青戦記 グンジョーセンキ/5｜笠原 真樹｜ヤングジャンプコミックス｜”. 2014年11月19日閲覧。
7. ↑  “群青戦記 グンジョーセンキ/6｜笠原 真樹｜ヤングジャンプコミックス｜”. 2015年6月25日閲覧。
8. ↑  “群青戦記 グンジョーセンキ/7｜笠原 真樹｜ヤングジャンプコミックス｜”. 2015年6月25日閲覧。
9. ↑  “群青戦記 グンジョーセンキ/8｜笠原 真樹｜ヤングジャンプコミックス｜”. 2015年8月19日閲覧。
10. ↑  “群青戦記 グンジョーセンキ/9｜笠原 真樹｜ヤングジャンプコミックス｜”. 2015年11月20日閲覧。
11. ↑  “群青戦記 グンジョーセンキ/10｜笠原 真樹｜ヤングジャンプコミックス｜”. 2016年2月19日閲覧。
12. ↑  “群青戦記 グンジョーセンキ/11｜笠原 真樹｜ヤングジャンプコミックス｜”. 2016年5月19日閲覧。
13. ↑  “群青戦記 グンジョーセンキ/12｜笠原 真樹｜ヤングジャンプコミックス｜”. 2016年8月19日閲覧。
14. ↑  “群青戦記 グンジョーセンキ/13｜笠原 真樹｜ヤングジャンプコミックス｜”. 2016年11月18日閲覧。
15. ↑  “群青戦記 グンジョーセンキ/14｜笠原 真樹｜ヤングジャンプコミックス｜”. 2017年2月17日閲覧。
16. ↑  “群青戦記 グンジョーセンキ/15｜笠原 真樹｜ヤングジャンプコミックス｜”. 2017年5月19日閲覧。
17. ↑  “群青戦記 グンジョーセンキ/16｜笠原 真樹｜ヤングジャンプコミックス｜”. 2017年8月18日閲覧。
18. ↑  “群青戦記 グンジョーセンキ/17｜笠原 真樹｜ヤングジャンプコミックス｜”. 2017年8月18日閲覧。
19. ↑  “真・群青戦記/1｜アジチカ｜笠原 真樹｜ヤングジャンプコミックス｜”. 2021年3月4日閲覧。
20. ↑  “真・群青戦記/2｜アジチカ｜笠原 真樹｜ヤングジャンプコミックス｜”. 2021年6月24日閲覧。
21. ↑  “真・群青戦記/3｜アジチカ｜笠原 真樹｜ヤングジャンプコミックス｜”. 2021年9月17日閲覧。
22. ↑  “真・群青戦記/4｜アジチカ｜笠原 真樹｜ヤングジャンプコミックス｜”. 2021年12月17日閲覧。